# ثلاثة موسيقيين (لوحة فنية)
ثلاثة موسيقيين هو اسم للوحتين زيتيتين وكولاج  من عمل الفنان الإسباني بابلو بيكاسو وقد تم الانتهاء من كلاهما في عام 1921 بفرنسا.
يحتفظ متحف فيلادلفيا للفنون بلوحة من اللوحتين بينما يحتفظ متحف الفن الحديث بمدينة نيويورك باللوحة الآخرى.